# Dominohabicht
Der Dominohabicht (Astur melanoleucus, Synonym: Accipiter melanoleucus), auch als Mohrenhabicht oder Trauerhabicht bekannt, ist ein relativ großer afrikanischer Greifvogel. Er kommt vor allem in Wäldern und Nicht-Wüstengebieten südlich der Sahara vor, besonders dort, wo es große Bäume gibt, die geeignet sind zum Brüten. Bevorzugte Habitate sind suburbane und durch Menschen beeinflusste Lebensräume. Er jagt vor allem Vögel moderater Größe, wie zum Beispiel Tauben.

## Merkmale
Der Dominohabicht ist eine größere bis große Art der Habichte und Sperber, jedoch kleiner als der Habicht (Accipiter gentilis). Er kann eine Körperlänge von 40 bis 58 cm und eine Flügelspannweite von 77 bis 105 cm erreichen. Die Männchen wiegen 430 bis 490 g, die etwa 15 % größeren und wohl 55 % schwereren Weibchen 650 bis 980 g. Adulte Tiere sind gewöhnlich oberseits schwärzlich und unterseits weiß gefärbt, haben einen kräftigen Schnabel und etwas lange, dicke Beine und Zehen. Die an der Spitze rundlichen Flügel reichen angelegt bis etwas hinter die Oberschwanzdecken des ziemlich langen, an der Spitze runden Schwanzes. Bis auf die Größe, das Gewicht und die etwas schwarzbraunere Oberseite sind die Weibchen den Männchen ähnlich. Beim Dominohabicht tritt Dimorphismus auf. Neben der gewöhnlichen, gibt es eine seltenere dunkle, nur im Osten und Süden Afrikas vorkommende Farbmorphe. Bei dieser dunklen Form ist nur die Kehle und für gewöhnlich die Ränder von Bauch und Unterschwanzdecken weiß. Ihr Schwanz ist gänzlich schwarz oder nur sehr undeutlich gebändert.
Juvenile Tiere sind oberseits dunkelbraun mit schwarz gestricheltem Kopf, hellem Überaugenstreif und Nacken und undeutlich gebändertem Schwanz. Die Unterseite ist entweder rotbraun oder weißlich, variabel braun gestrichelt, insbesondere an Kehle, Brust, Flanken und Oberschenkel. Juvenile Weibchen sind unterseits kräftiger gezeichnet. Farbunterschiede (junvenile Männchen sind mehr rotbraun als die Weibchen) werden als geschlechtsspezifisch angesehen, allerdings wurden blasse und rotbraune Jungvögel beider Geschlechter im gleichen Nest gefunden, wobei sich ein rotbrauner Jungvogel zur dunklen Farbmorphe und die anderen zur gewöhnlichen mit weißer Brust entwickelten.
Die Iris adulter Tiere ist dunkelrot bis dunkelgelb. Bei juvenilen Tieren ist sie graubraun und wir am Ende des ersten Jahres braun und zur Mitte des zweiten Jahres rot. Die Wachshaut adulter Vögel ist gelb, die von Jungvögeln grünlich gelb. Die Beine sind gelb, bei Jungvögelb heller.

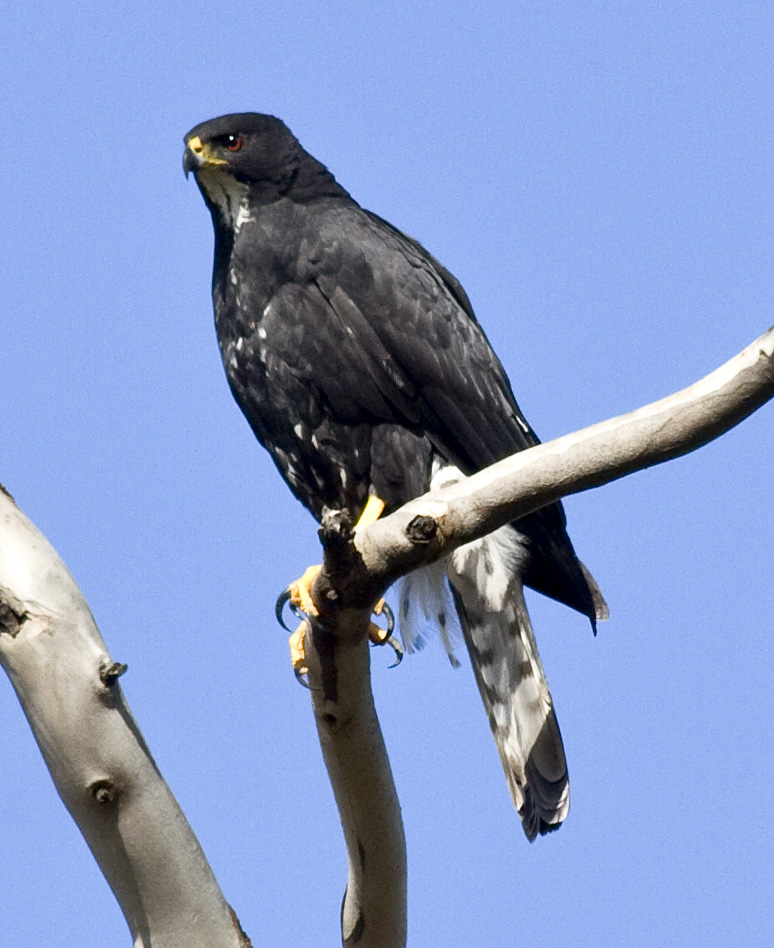
Dominohabicht, dunkle Farbmorphe

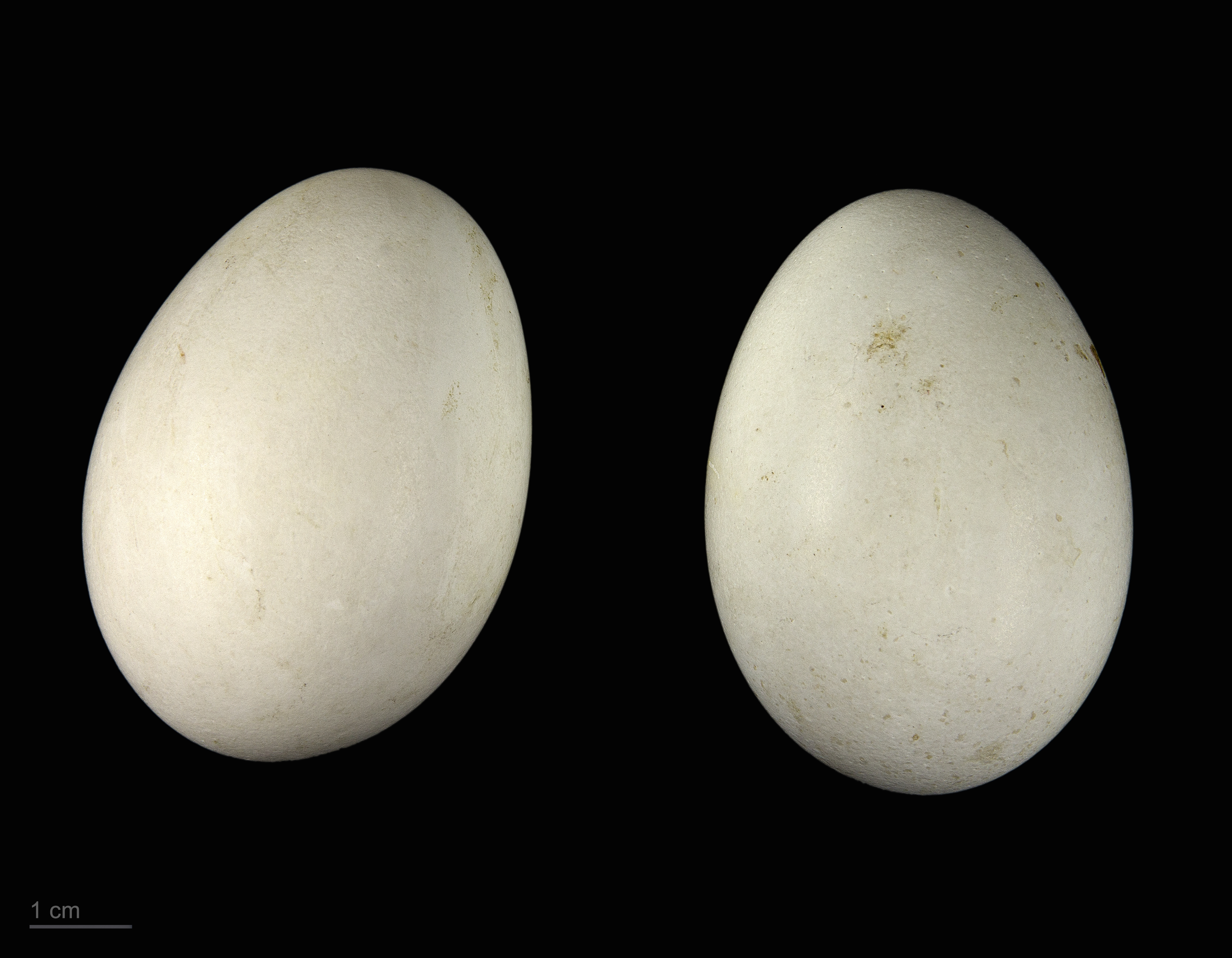
Eier des Dominohabichts

## Unterarten
Es sind zwei Unterarten bekannt:
- Astur melanoleucus temminckii (Hartlaub, 1855)[6] kommt von Liberia bis in den Norden Angolas vor.
- Astur melanoleucus melanoleucus (Smith, A, 1830)[7] ist vom Sudan und Äthiopien über den Osten Afrikas bis Südafrika verbreitet.

Die Nominatform ist größer als Astur melanoleucus temminckii. Bei Astur melanoleucus temminckii sind außerdem die Flanken stärker meliert, die dunkle Farbmorphe tritt bei dieser Unterart nicht auf.

## Lebensweise
Dominohabichte leben Solitär oder als Paar. Ihre Nahrung besteht fast nur aus Vögeln, wenigen Nagetieren und vereinzelt aus Mangusten. Im Kropf von Jungtieren fanden sich Drosseleier und kleine Schlangen. Die Beutevögel wiegen in der Regel 80 bis 300 g und werden im Flug getötet. Das Brutgeschäft erfolgt in Westafrika von August bis Januar, fast das janze Jahr über in Ostafrika, von Juli bis Februar in Sambia und von Mai bis März (hauptsächlich Juli bis Januar) im südlichen Afrika. Das umfangreiche Nest ist eine Plattform aus Zweigen die einen Durchmesser von 50 bis 70 cm und eine Höhe von 30 bis 75 cm erreichen kann, wobei größere Nester von anderen Greifvögeln übernommen sein können. In der Regel ist das Nest dick mit grünen Blättern ausgelegt. Es befindet sich gewöhnlich in der Hauptgabel unter der Baumkrone, manchmal in einem Seitenast. Es werden alle verfügbaren Baumarten genutzt, im südlichen Afrika oft Eukalypten. Selten befindet sich das Nest am Boden an der Baumbasis. Das Gelege besteht aus 2 bis 3 (1 bis 4) Eiern, die Brutzeit beträgt 34 bis 38 Tage, die Jungen werden nach 37 bis 50 oder mehr Tagen flügge.

## Etymologie und Forschungsgeschichte
Andrew Smith beschrieb den Dominohabicht unter dem Namen Accipiter melanoleucus. Das Typusexemplar stammte aus Südafrika. Bereits im Jahr 1760 führte Mathurin-Jacques Brisson den neuen Gattungsnamen Accipiter ein. Dieser Name leitet sich vom lateinischen »accipiter, accipitris« für »Falke, Habicht« bzw. »accipere« für »greifen« ab. Der Artname ist ein griechisches Wortgebilde aus »melas, melanos μελας, μελανος« für »schwarz« und »leukos λευκος« für »weiß«. Schließlich ist »temminckii« dem Ornithologen Coenraad Jacob Temminck gewidmet.